# Кэди, Харриет Эмили

Гарриет Эмили Кэди

Гарриет Эмили Кэди (12 июля 1848 года — 3 января 1941 года) — американский врач-гомеопат и автор книги «Новые духовные мысли» (New Thought spiritual). Её произведение 1896 года «Уроки истины» («Lessons in Truth») представляет собой курс из двенадцати уроков практического духовного христианства и является одним из основных источников учения о единстве Церкви. Эта книга является самой читаемым произведением в области этого учения. С момента первой публикации, книга разошлась тиражом более 1,6 миллиона экземпляров. и была переведена на одиннадцать языков, включая издание на рельефно-точечном тактильном шрифте, предназначенном для письма и чтения незрячими и плохо видящими людьми (шрифт Брайля).

## Биография
Гарриет Эмили Кэди родилась 12 июля 1848 в Драйдене, Нью-Йорк. Её родители — Оливер Барлоу Кэди и Корнелия А. Филипс. Гарриет Эмили Кэди работала школьным учителем в одной из школ в своем родном городе. В конце 1860-х годов она решила посвятить себя медицине и поступила в Гомеопатический медицинский колледж в штате Нью-Йорк
Окончила она колледж в 1871 году и стала одной из первых женщин врачей в Америке.
Своим пациентов Гарриет Эмили Кэди учила, что их жизнь может быть преобразована силой их мыслей, слов и убеждений. Она призывала каждого найти свою истину, написанную в их собственном сердце, а затем применить эту истину в каждой сфере из жизни. медицинской и духовно. Уникальный духовный подход Кэди был простым, ясным и исходил из её собственного опыта.

### Духовное развитие и писательская карьера
Изучив учение Альберта Бенжамина Симпсона, Кэди занялась духовными и метафизическими изысканиями. Она также увлекалась библейским учением и философией Ральфа Уолдо Эмерсона.
Кэди была связана с видными духовными деятелями движения Новая мысль (New Thought) того времени, в том числе: Эммой Кертис Хопкинс, Эмметом Фоксом, Эрнест Холмсом — основоположником движения и Чарльзом Миртлом Филмором (Charles Myrtle Fillmore), соучредителями движения единства Церкви. Кэди написала брошюру «Найти Христа в себе» (Finding The Christ in Ourselves) Кэди и отправила её Чарльзу Миртлу Филмору. Брошюра была опубликована в октябре 1891 года. В 1892 году Кэди написала серию статей под названием « Уроки истины» (Lessons in Truth) и опубликовала их в журнале. Эти статьи позднее были включены в книгу.
Кэди умерла 3 января 1941 года в Нью-Йорке.

## Книги
- Lessons in Truth, A Course of Twelve Lessons in Practical Christianity ISBN 1-4515-9726-6
- How I Used Truth ISBN 1-5960-5538-3 God, a present help ISBN 0-87159-044-1
- The Complete Works of H. Emilie Cady ISBN 0-87159-289-4
- Coming into Freedom: Emilie Cady’s Lessons in Truth for the 21st Century Ruth L. Miller Pd.D. ISBN 0-945385-23-4